# Модест Мусоргски
Модест Петрович Мусоргски (рус. Моде́ст Петро́вич Му́соргский; Карево, 21. март 1839 — Санкт Петербург, 28. март 1881) био је руски композитор, члан „Велике петорице”.
Један од руских композитора, чије је стваралаштво највише утицало на развој руске музике. За свог кратког живота, Мусоргски је радио на стварању 5 опера (4 нису завршене), написао је низ симфонијских дела, циклусе вокалне и клавирске музике, многе романсе и хорове.
Мусоргски је у свом стваралаштву доследно испољавао националне црте, реализам, али специфичност композитора и његов новаторски квалитет нису били препознати за његовог живота. Данас су опере Борис Годунов и Хованшчина призната ремек-дела светског музичког театра, а њихове поставке се дају у најбољим позоришним кућама Русије и света.
По звању је био официр, али је напустио војну службу да би се прикључио групи национално оријентисаних композитора „Петорке”, али је својим уметничком поетиком и оригиналношћу музичког израза, који заснива на обележјима изворног руског фолклора, остао независан. У соло песмама приказује ликове из народа и дочарава свет дечјих доживљаја. У монументалној историјској опери Борис Годунов за носиоца радње ставља народ. У своје време је био непризнат, али је својим оригиналним музичким језиком отишао далеко испред савременика и утицао на импресионисте и композиторе словенских земаља.

## Име
'Модест' је руска форма имена 'Modestus' што значи 'умјерен' или 'суздржан' у касном латинском.
Презиме потиче од претка из 15. или 16. века, Романа Васиљевича Монастирјова, који се појављује у Бархатној књизи, родослову руских бојара из 17. века. Роман Васиљевич је носио надимак „Мусорга“ (од грч. μουσουργός, што значи „музичар“), и био је деда првог Мусоргског. Композитор је могао пратити своју лозу до Рјурика, легендарног оснивача руске државе из 9. века.
У документима породице Мусоргски, правопис имена варира. У запису о крштењу композитор се зове „Мусерскиј“.

## Биографија
Отац Мусоргског потиче из старог племићког рода Мусоргскиј. До своје десете године Модест и његов старији брат Филарет су били подучавани код куће. Музички таленат Мусоргског је рано препознат, клавиру га је подучавала мајка, а затим и наставница музике, те је већ са девет година свирао Филдов (John Field) концерт. Године 1849., преселивши се у Санкт-Петербург, браћа су се уписала у немачку школу Петришуле, а Модест наставља да учи клавир код Геркеа. Године 1852, не завршивши школу, Модест се уписао у Војно училиште, у коњичку школу за гардисте. Мусоргски је био један од ретких питомаца који су испољили жељу за проучавањем филозофије, уметности, књижевности, а наставља да вежба и клавир.
По завршетку коњичке школе 1856. године, Мусоргски је примљен у гардијски Преображенски пук. Један од колега га је упознао са Даргомижским, код кога су се састајали многи музичари. Код њега је упознао и Кјуија, а преко њега и Балакирјева и Стасова. На њихов подстицај Мусоргски почиње да се интересује за компоновање. Заједно са њима он анализира композиције руских и западноевропских композитора и стиче теоријска знања.
Због премештаја у батаљон ван Петербурга, које га удаљује од престонице и круга пријатеља, Мусоргски решава да поднесе оставку и у потпуности се посвећује музичком стваралаштву.
Балакирјевљев кружок године 1961. бива допуњен још двема значајним личностима руске музике: Римски-Корсаков и Бородин, тако, заједно са Балакирјевим, Кјуијем и Мусоргским чине „Руску петорицу” (рус. могучая мучка - моћна петорица, моћна гомилица – према крилатици Стасова), а кружок добија на значају кроз плански рад и место креативно место за размењивање музичких искустава. Ови композитори, окупљени око Балакирјева, као најстаријег члана, сматрали су себе настављачима Глинкиног дела.
Извор идеја и естетичких начела тражио је код Чернишевског, Херцена, и у томе лежи порекло његовог реализма.
Након мањих композиција, рад над већим формама започео је писањем музике за Софоклеову трагедију Едип, коју никад није завршио. Следеће замисли – опера Саламбо и Женидба према Гогољу такође нису остварене.
Оперу Борис Годунов Мусоргски је завршио 1870. године. Опера није добила одобрење репертоарског комитета Царских позоришта, а наводни разлог био је „недостатак женског елемента”. Премијера друге редакције опере одржана је у Маријинском театру тек 1874. године.
Године 1872. Мусоргски је замислио „народну музичку драму” Хованшчина, истовремено радећи и на опери Сорочински сајам. Хованшчина није издата за живота композитора (Мусоргски је завршио оркестрацију само двају фрагмента), а трећи чин Сорочинског сајма није завршио у потпуности.

### Последње године
Седамдесетих година деветнаестог века „Велика петорица” су почела да се разилазе, што је разочарало Мусоргског. Такође, мучила га је и чињеница да његово стваралаштво није признато у академској средини и Маријинском театру. Ово је резултирало проблемима са нервним системом и алкохолом. Како његов стваралачки процес није подразумевао скицирање музике, већ је увек писао сукцесивно, готову композицију, нажалост, у таквом нервном растројству није могао да ствара брзо као што је навикао. Пред крај живота је имао само спорадичне изворе зараде, а захваљујући пријатељици, певачици Д. М. Леоновој, године 1879. године је као корепетитор ишао на турнеју по југу Русије, а изводио је и своја новаторска дела.
Мусоргски је умро у Николајевској војној болници у Петербурге, након напада delirium tremens. Неколико дана пред смрти Иља Рјепин је насликао једини портрет композитора настао за његовог живота.
Године 1972. у селу Наумово на имању мајчине линије Мусоргског, отворен је Спомен музеј М. П. Мусоргског. Имање Мусоргских у оближњем родном Кареву није сачувано.

## Стваралаштво
У музичком стваралаштву Мусоргског руске националне црте нашле су јак израз. То се испољило у раду са народном и са црквеном музиком, староруском монодијом (знамени распев), мелодиком, хармонијом (коју одликује модалност, линеарност), ритму (сложени метар, оригиналне ритмичке формуле), и, коначно, кроз узимање сижеа из руског живота.
У погледу вокалног стила, осим реализму, тежио је изражајном откривању речи кроз музику, у чему је наследник Даргомижског.
Посебан и најважнији сегмент ствалаштва Мусоргског су, свакако, опере. Борис Годунов, написан према драми Пушкина, и под утицајем Карамзиновог тумачења његовог историјског лика, једно је од најзначајнијих дела у светским размерама. Обе реакције (1869, 1872), веома различите, јесу равноправна ауторска решења.
Својевремено је и Хованшчина веома критикована. Она представља не драму једне историјске личности, кроз коју се открива тема власти, злочина, савести и освете, као Борис Годунов, већ је заправо безлична историозофска драма у којој се, захваљујући одсуству изражене централне личности, карактеристичне за оперу тог времена, откривају читави слојеви народног живота и истиче се тема духовне трагедије читавог народа.
Мусоргски је написао свега неколико дела за оркестар, међу којима се издваја симфонијска слика Ноћ на Голом брду. Мање је познати Интермецо за клавир, из 1862. године. Истакнуто дело за клавир – циклус песама Слике са изложбе написано је 1874. Године, у виду музичких илустрација за аквареле В. А. Гартмана. Контрастни комади смењују се са „рефреном”, „Променадом” који представља расположење посматрача изложбе који иде од једне до друге слике.

## Признање
На велику сцену музику Мусоргског је извео Римски-Корсаков, који је неколико година свог живота посветио сређивању музичког наслеђа свог пријатеља. Његове редакције неки музичари сматрају неаутентичним, јер је он интервенисао не само на оркестрацији, већ и на хармонији, ритму и облику оригинала. Ипак Римски-Корсаков је најзаслужнији за чињеницу да је дело Мусоргског прихваћено и „граматички исправно” оформљено.
Ноћ на Голом брду је управо најчешће извођења у Корсаковљевој редакцији, Бориса Годуновог је, између осталих, оркестрирао и Шостакович, а Слике са изложбе је за оркестар прерадио Морис Равел.

## Утицаји на касније генерације композитора
Неки музиколози у новаторској интерпретацији мелодије и хармоније код Мусоргског виде најаву неких особености музике 20. века. Драматургија оперске музике утицала је на дело Јаначека, Стравинског, Шостаковича, Берга, Месијана, и многих других. Дела Мусоргског су оркестрирали Е. Денисов, Н. Корндорф, Е. Светланов, Д. Шостакович, Р. Шчедрин и други истакнути композитори.

## Композиције

### За музички театар
(аутор свих либрета је М. П. Мусоргски)
- Опера Борис Годунов (1869, 1872). Премијера друге редакције: Маријински театар у Санкт-Петербургу 27.01.1874. Премијера прве редакције: Музички театар Станиславског и Немировича-Данченко у Москви, март 1929.
- Опера Хованшчина (1873-1880, незавршена), поднаслов „народна музичка драма”.
- Опера Женидба (1868, недовршена), на текст истоименог комада Гогоља. Посвећена В. В. Стасовом.
- Опера Сорочински сајам (1874-1880, недовршена), према истоименој причи Гогоља.
- Опера Саламбо (1863-1866, недовршена), према роману Г. Флобера, са стиховима В. А. Жуковског, А. Н. Мајкова, А. И. Полежајева.

### За глас и клавир
- Младе године. Зборник романси и песама (1857—1866)
- Дечија соба. Епизоде из дечјег живота. Вокални циклус на речи композитора (1870)
- Без сунца. Вокални циклус на стихове А. А. Голенишчева-Кутузова (1874)
- Песме и игре смрти. Вокални циклус на стихове А. А. Голенишчева-Кутузова (1877)
- Појединачне романсе и песме

### Дела за клавир
- Слике са изложбе, циклус комада (1874)
- Полка Подпрапорщик (1852)
- Интермецо (1861)
- Емпромпти Успомена на Бељтовог и Љубу (1865)
- Њања и ја. Успомене из детињства (1865)
- Скерцо Шваља (1871)
- Суза (1880)
- У селу. Quasi fantasia (1880)
- Капричо Близу јужне обале Крима (1880)
- Дума. (1865)
- Ein Kinderscherz (Дечија шала) (1859—60)
- La capricieuse (1865)
- Meditation (feuillet d’album) (1880)
- Скерцо cis-moll (1858)

### Дела за хор и оркестар
- Ноћ на Голом брду, симфонијска слика (1867)
- Intermezzo in modo classic, за оркестар (1867)
- Освајање Карса, свечани марш за велики оркестар (1880)
- Скерцо B-dur за оркестар (1858)
- Исус Навин, за солисте, хор и клавир (1866)
- Пораз Сенахериба, за хор са оркестром на текст Џ. Бајрона из Јеврејских мелодија (1867; 1874)
- Alla Marcia notturna, мали марш за оркестар (1861)

### Изгубљена дела
- Бура на Црном мору. Велика музичка слика за клавир.
- Вокализе за три женска гласа: Andante cantabile, Largo, Andante giusto (1880).
- Соната C-dur за клавир у 4 руке (1861).